# Torri Huske
Pour les articles homonymes, voir Huske.
Torri Huske est une nageuse américaine née le 7 décembre 2002. Elle a remporté la médaille d'argent du relais 4 × 100 m 4 nages aux Jeux olympiques d'été de 2020 à Tokyo.

## Palmarès

### Jeux olympiques
- Jeux olympiques d'été de 2020 à Tokyo ( Japon) :
  -  Médaille d'argent du relais 4 x 100 m 4 nages féminin.

- Jeux olympiques d'été de 2024 à Paris ( France) :
  -  Médaille d'or du 100 m papillon.
  -  Médaille d'or du 4 x 100 m 4 nages féminin.
  -  Médaille d'or du 4 x 100 m 4 nages mixte.
  -  Médaille d'argent du 4 × 100 m nage libre.
  -  Médaille d'argent du 100 m nage libre.

### Grand bassin
- Championnats du monde 2022 à Budapest ( Hongrie) :
  -  Médaille d'or du 100 m papillon.
  -  Médaille d'or du 4 x 100 m quatre nages.
  -  Médaille d'or du 4 x 100 m quatre nages mixte.
  -  Médaille de bronze du 100 m nage libre.
  -  Médaille de bronze du 4 x 100 m nage libre.
  -  Médaille de bronze du 4 x 100 m nage libre mixte.

- Championnats du monde 2023 à Fukuoka ( Japon) :
  -  Médaille d'or du 4 x 100 m quatre nages (participe uniquement aux séries).
  -  Médaille d'argent du 4 x 100 m nage libre (participe uniquement aux séries).
  -  Médaille de bronze du 100 m papillon.
  -  Médaille de bronze du 4 x 100 m quatre nages mixte.

- Championnats du monde 2025 à Singapour :
  -  Médaille d'or du 4 x 100 m nage libre mixte.
  -  Médaille d'or du 4 x 100 m quatre nages.
  -  Médaille d'argent du 4 x 100 m nage libre.
  -  Médaille de bronze du 100 m nage libre.

### Petit bassin
- Championnats du monde de natation en petit bassin 2021 à Abou Dabi ( Émirats arabes unis) :
  -  Médaille d'or du 4 x 100 m nage libre.
  -  Médaille d'or du 4 x 50 m nage libre.
  -  Médaille d'argent du 4 x 200 m nage libre.

- Championnats du monde de natation en petit bassin 2022 à Melbourne ( Australie) :
  -  Médaille d'or du 50 m papillon.
  -  Médaille d'or du 4 x 50 m nage libre.
  -  Médaille d'or du 4 x 100 m quatre nages.
  -  Médaille d'or du 4 x 100 m quatre nages mixte.
  -  Médaille d'argent du 100 m papillon.
  -  Médaille d'argent du 4 x 100 m nage libre.
  -  Médaille d'argent du 4 x 50 m quatre nages.

### Championnats du monde juniors
- Championnats du monde juniors de natation 2019 à Budapest ( Hongrie) :
  -  Médaille d'or du 50 m papillon.
  -  Médaille d'or du 100 m papillon.
  -  Médaille d'or du 4 x 100 m nage libre.
  -  Médaille d'or du 4 x 100 m quatre nages.
  -  Médaille d'or du 4 x 100 m quatre nages mixte.
  -  Médaille d'argent du 100 m nage libre.